# مهندسی پورشه
مهندسی پورشه (انگلیسی: Porsche Engineering) شرکت خدمات مهندسی آلمانی است، که در زمینه ارائه خدمات، مهندسی خودرو و مهندسی مکانیک فعالیت می‌نماید. 
ریشه‌های تأسیس شرکت مهندسی پورشه به سال ۱۹۳۱ بازمی‌گردد، که به عنوان زیرمجموعه‌ای از شرکت پورشه راه‌اندازی شد. شرکت مهندسی پورشه در سال ۲۰۰۱ در پی تجدید ساختار شرکت پورشه، به عنوان شرکت تابعه پورشه اس‌ای به صورت رسمی ثبت گردید. شرکت مهندسی پورشه در حال حاضر ارائه‌کننده خدمات مهندسی برای شرکت‌هایی چون سیات، مرسدس بنز، هارلی-دیویدسن، اوپل، لادا، فولکس واگن، پورشه و آئودی می‌باشد. دفتر مرکزی این شرکت در شهر اشتوتگارت، آلمان قرار دارد.